# Uroleucon doronici
Uroleucon doronici är en insektsart som först beskrevs av Carl Julius Bernhard Börner 1942.  Uroleucon doronici ingår i släktet Uroleucon och familjen långrörsbladlöss. Inga underarter finns listade i Catalogue of Life.